# كركند خفي
كركند خُفّي أو زيز البحر (الاسم العلمي: Scyllarides)، جنس حيوانات بحرية من القشريات عشاريات الأرجل وفصيلة الكركنديات الخفية.